# Königslinie
| |                      |                                                          |                                                          |
| Kursbuchstrecke: | 122 (1946) E (1982)  |                                                          |                                                          |
| Spurweite: | 1435 mm (Normalspur) |                                                          |                                                          |
| |                      |                                                          |                                                          |
| \| \| \| von Malmö (seit 2018 Pågatåg Linie 9) \| \| \| \| \| Trelleborg \| \| \| \| \| Schweden–Deutschland \| \| \| \| \| \| \| \| \| \| Fährhafen Sassnitz (bis 1998 vom Bahnhof Sassnitz Hafen) \| \| \| \| \| nach Stralsund \| \| |                      |                                                          |                                                          |
| Strecke |                      | von Malmö (seit 2018 Pågatåg Linie 9)                    | von Malmö (seit 2018 Pågatåg Linie 9)                    |
| Dienststation / Betriebs- oder Güterbahnhof |                      | Trelleborg                                               | Trelleborg                                               |
| Grenze |                      | Schweden–Deutschland                                     | Schweden–Deutschland                                     |
| Eisenbahnfähre |                      |                                                          |                                                          |
| Dienststation / Betriebs- oder Güterbahnhof |                      | Fährhafen Sassnitz (bis 1998 vom Bahnhof Sassnitz Hafen) | Fährhafen Sassnitz (bis 1998 vom Bahnhof Sassnitz Hafen) |
| Strecke |                      | nach Stralsund                                           | nach Stralsund                                           |

Als Königslinie (schwedisch Kungslinjen) wird eine frühere Eisenbahnfährverbindung von Sassnitz (Rügen) in Deutschland nach Trelleborg in Schweden bezeichnet. Sie stellte mit einer Fahrtzeit von etwa vier Stunden die kürzeste direkte Fährverbindung zwischen Deutschland und Schweden dar und war in die Europastraße 22 eingebunden. Benannt ist sie nach Kaiser Wilhelm II. als König von Preußen und dem schwedischen König Gustav V.

## Geschichte

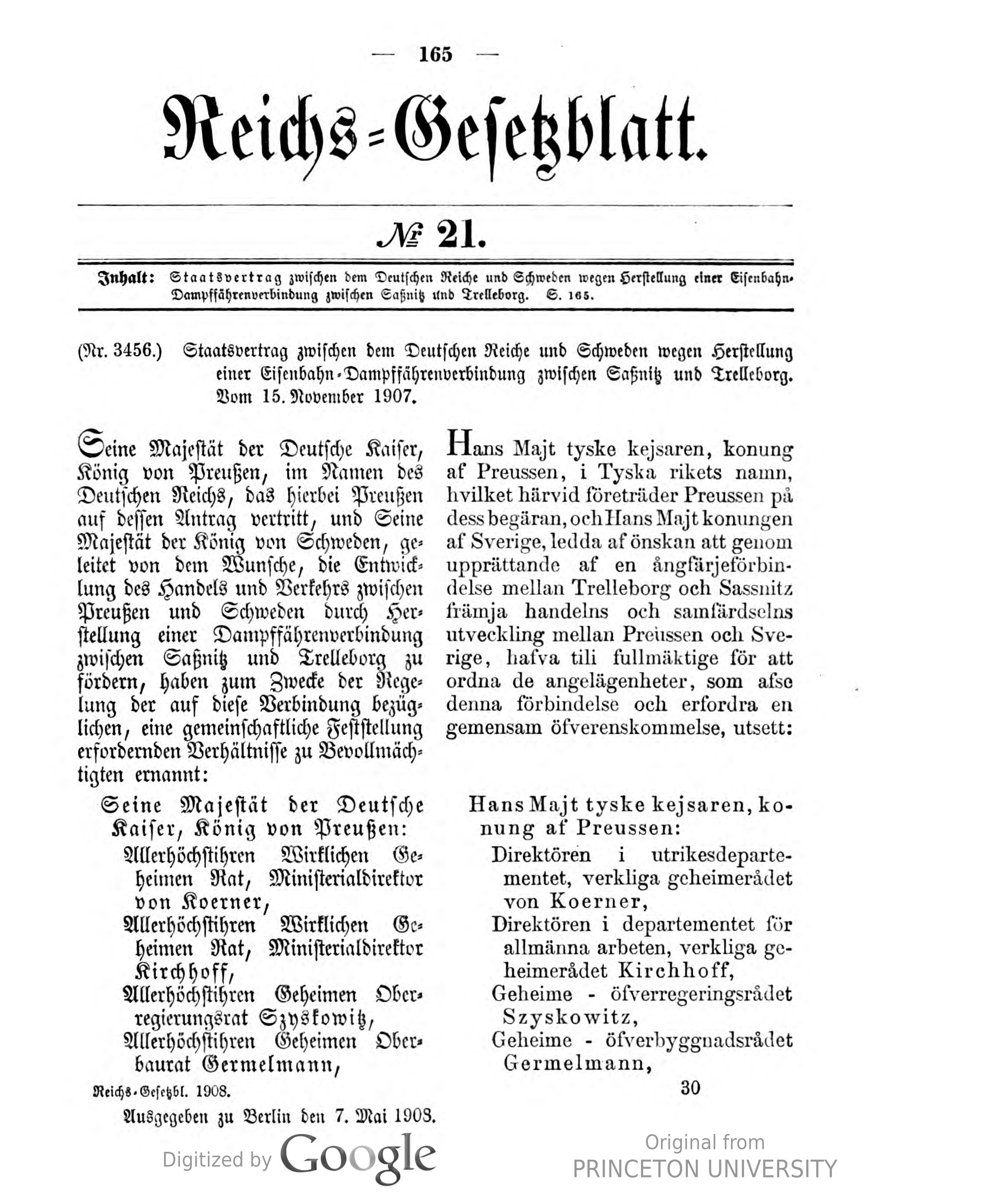
Der Vertrag vom 15. November 1907 im Deutschen Reichsgesetzblatt vom 7. Mai 1908

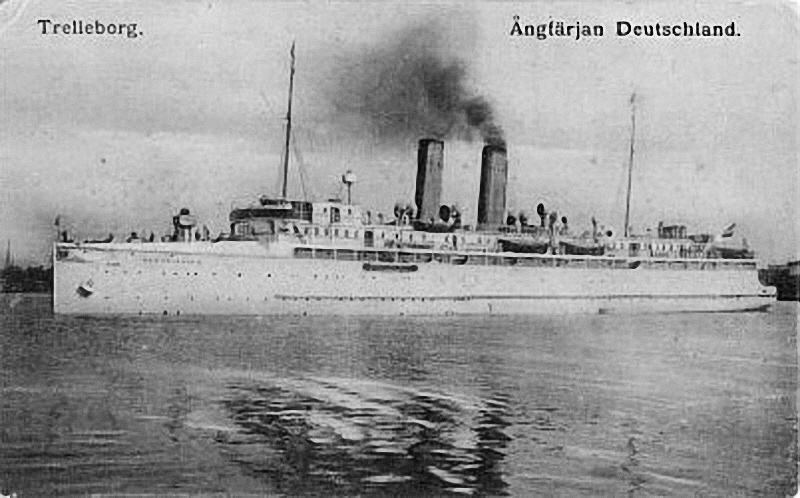
Eisenbahnfähre Deutschland in Trelleborg (Ab 1909)

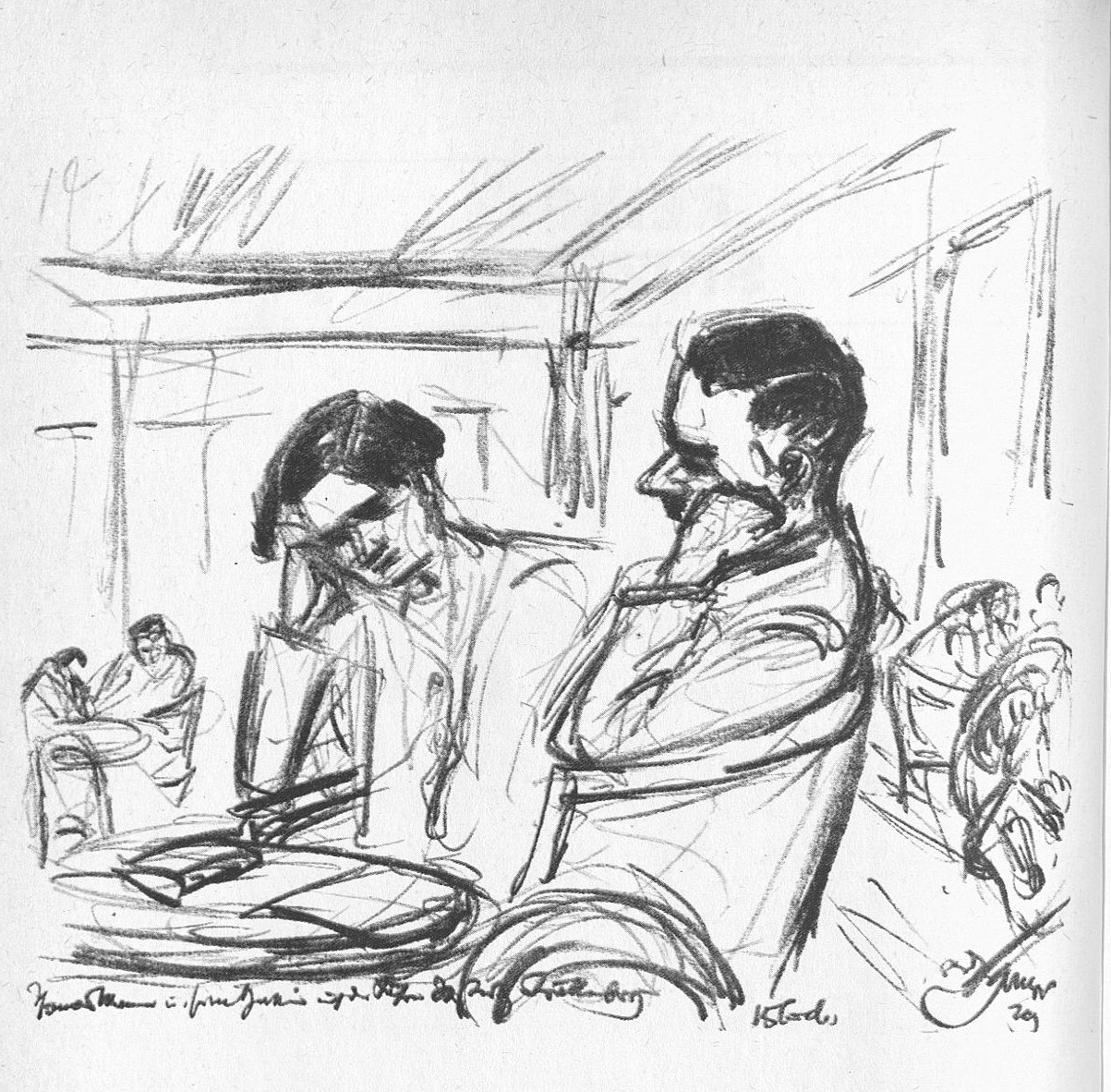
Emil Stumpp zeichnet Katia Mann und Thomas Mann bei der Überfahrt 1929

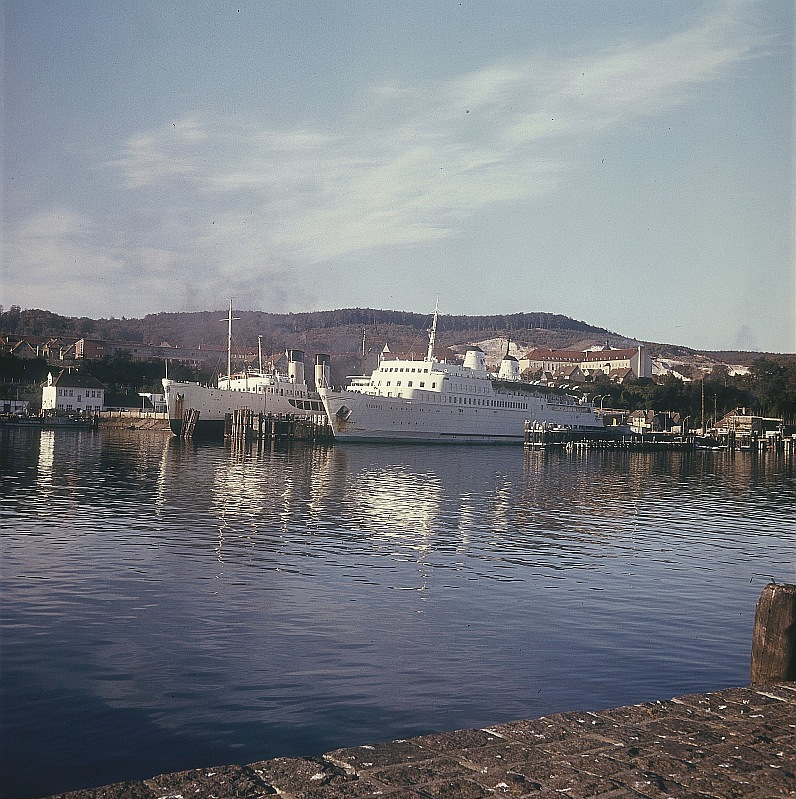
Das Fährschiff Sassnitz im alten Fährhafen Saßnitz (Anfang der 1960er Jahre)

Am 29. April 1897 wurde eine Postdampferlinie Saßnitz–Trelleborg eingerichtet. Eine erste Testfahrt war bereits am 3. Juni 1891 vom Seitenraddampfer Freia der Stettiner Dampfschiffs-Gesellschaft J. F. Braeunlich durchgeführt worden. Die Freia brachte am 29. April 1897 die schwedischen Ehrengäste zur Eröffnung der Linie nach Saßnitz. Sie und die entsprechenden deutschen Honoratioren fuhren am folgenden Tag auf der schwedischen Rex nach Trelleborg, begleitet von dem deutschen Kreuzer Gefion. Am 1. Mai 1897 begann der planmäßige Betrieb. Anfangs sah der Staatsvertrag zwischen Preußen und Schweden nur eine Abfahrt je Richtung und Tag mit Schnellzuganschlüssen nach Berlin und Stockholm vor. Neben der Freia, die nach der Indienststellung der Odin ab 1902 auf der Postdampferlinie nur noch als Reserveschiff diente, verkehrten die schwedischen Dampfschiffe Rex (bis zu ihrer Strandung im Februar 1900), Svea (ab 1899, als zwei tägliche Abfahrten von Saßnitz und Trelleborg notwendig geworden waren) und Nordstjernan (ab Mai 1900) sowie die Braeunlich-Dampfer Imperator (ab 1897), Germania (1899–1902), Odin (ab 1902) und Hertha (ab 1905) auf der Linie.
Aufgrund des hohen Verkehrsaufkommens wurde beschlossen, die Postfähre in eine Eisenbahnfähre umzuwandeln, wozu der Bahnhof Saßnitz Hafen errichtet wurde. Nach dem Abschluss des Vertrages vom 15. November 1907 über die Einrichtung einer Eisenbahnfährverbindung zwischen dem Deutschen Reich und Schweden wurden von beiden Staaten zunächst je zwei Fährschiffe gebaut. Ab 1909 kamen auf deutscher Seite die von der AG Vulcan Stettin gebauten Eisenbahnfährschiffe Preußen und ihr Schwesterschiff Deutschland und auf schwedischer Seite die Fährschiffe Drottning Victoria und Konung Gustav V zum Einsatz. Nach den neuen Anforderungen entsprechenden umfangreichen Umbaumaßnahmen am damaligen Fährhafen Saßnitz zwischen 1908 und 1912 unter Bauleitung durch Hermann Proetel benutzte bereits am 6. Juli 1909 der erste Zug die neue Fähre in Anwesenheit des schwedischen Königs und des deutschen Kaisers. Dies gilt als „eigentlicher“ Eröffnungstermin für die Königslinie.
Im November 1911 wurde eine Funkverbindung zwischen Saßnitz, Trelleborg und den Fährschiffen eingerichtet, was eine erhöhte Sicherheit während der Überfahrt mit sich brachte. Zu gleicher Zeit wurde damit begonnen, am Kap Arkona ein Seefunkfeuer zu betreiben, um die Navigation auf der Fährlinie zu verbessern.
1931 wurde zur Verstärkung von beiden Ländern das unter schwedischer Flagge fahrende Fährschiff Starke angeschafft, das zudem als Eisbrecher eingesetzt werden konnte. 1936 wurde der Rügendamm eröffnet. Damit entfiel der zusätzliche zeitraubende Fährtransport zwischen Stralsund und Altefähr auf Rügen, wodurch die Fahrtzeit um eine Stunde verkürzt werden konnte.
Im Zweiten Weltkrieg stellten die Fähren der Königslinie mehrfach den Verkehr ein. Auf der Route wurde nun unter anderem Nachschub für die in Norwegen stationierten deutschen Truppen befördert. Wegen der Zerstörung des Rügendamms und des Fährhafens in Saßnitz ruhte der Verkehr nach dem Kriegsende insgesamt drei Jahre. Am 16. März 1948 wurde der internationale Fährverkehr wieder aufgenommen.
Als 1952 Baubeginn für den Rügenhafen war, wies das sowjetische Militär zur Aufrechterhaltung der Geheimhaltung die Deutsche Reichsbahn an, den Eisenbahnfährverkehr ab dem 4. Oktober 1952 zu unterbrechen. Dies dauerte bis zum 16. August 1953 und ging als „Sassnitzer Blockade“ in die Regionalgeschichte ein.
Mit dem Einsatz des viergleisigen Fährschiffs Trelleborg begann 1958 die Zeit der Großfähren mit Autotransport auf der Ostsee. Für dieses mussten die Fährbetten und -brücken erweitert werden. Täglich wurden zwei bis vier Schnellzugpaare (Tageszug Berlinaren, Nachtzug Saßnitz-Express, nach der Verlegung in den Fährhafen Mukran Nils Holgersson) zwischen Stockholm und Berlin, später nur noch Malmö – Berlin Ostbahnhof transportiert. Ab 1962 verkehrten Zubringerzüge vom West-Berliner Bahnhof Berlin Zoologischer Garten, später durchgehende Kurswagen. Bis zum Ende der 1970er Jahre verkehrte der Meridian zwischen Belgrad und Malmö. Nachdem der Meridian nur noch zwischen Berlin und Belgrad fuhr, wurde er durch ein Saisonzugpaar Csárdás von und nach Budapest ersetzt. Zeitweise verkehrte der Zug Berlinaren mit Schnelltriebwagen der Baureihe (175). Die Züge wurden bis zur politischen Wende in der DDR überwiegend von Skandinaviern, West-Berlinern und Diplomaten benutzt. 1965 nutzte die Rallye Monte Carlo die Fährverbindung auf dem Weg von Stockholm – über Warschau, Minsk, London, Frankfurt, Paris, Lissabon, Athen – nach Monte-Carlo.
Ende der 1960er Jahre gab es Planungen, die Fähren auf DDR-Seite statt von Saßnitz von einem neu zu bauenden Hafen Mövenort an der Nordseite der Insel Rügen mit einem Fährbahnhof Rügen Nord abfahren zu lassen. Die Fährzeit von Rügen nach Trelleborg hätte sich um eine Stunde verkürzt. Dieses Projekt wurde nicht verwirklicht.
Ab 1998 verkehrten die Fährschiffe nicht mehr vom Fähranleger im Stadthafen aus, sondern vom neuen Fährhafen Sassnitz im etwas weiter südlich gelegenen Mukran. Der Personenverkehr mit Eisenbahnwagen wurde immer mehr reduziert. Die letzten Tageszüge verkehrten am 9. Juni 2001 mit dem Ende des Winterfahrplanes 2000/2001. Zuletzt wurden nur sporadisch die Liegewagen des von den privaten Verkehrsunternehmen Georg Verkehrsorganisation und Transdev GmbH betriebenen und saisonal verkehrenden Zugpaares Berlin-Night-Express Malmö–Berlin transportiert.
Zum hundertjährigen Jubiläum fand am 6. Juli 2009 eine Sonderfahrt des Fährschiffs Sassnitz von Mukran nach Trelleborg mit Zwischenstopp im Stadthafen von Sassnitz statt.
Mitte Juni 2014 wurde der Güterverkehr mit Eisenbahnwagen von und nach Sassnitz eingestellt und auf die Linie Rostock–Trelleborg verlegt. Nachdem es lange bis zu zwei Abfahrten pro Richtung und Tag gegeben hatte, wurde die Linie ab dem 18. September 2018 nicht mehr täglich bedient.
Am 14. März 2020 wurde wegen der COVID-19-Pandemie der Fährverkehr auf dieser Route eingestellt und nicht wieder aufgenommen, da Stena Line am 8. April 2020 bekannt gab, dass die Verbindung aufgegeben werde.
Als Ersatz für die Verbindung der Insel Rügen mit Südschweden bot die FRS Baltic GmbH ab 17. September 2020 Fährverkehr mit dem Katamaran Skane Jet zwischen Sassnitz und Ystad an. Das einzelne Fährschiff kann 200 Pkw und über 600 Passagiere in 2½ Stunden über die Strecke transportieren. Seit April 2023 verkehrte die Schnellfähre wieder auf der klassischen Route Sassnitz–Trelleborg. In den Monaten April, Mai, September und Oktober war die Linie an fünf Tagen pro Woche im Betrieb, zwischen Juni und August verkehrte sie täglich. Pro Tag gab es je zwei Abfahrten in Sassnitz und Trelleborg. Ende September 2024 teilte die FRS Baltic GmbH mit, den Fährbetrieb aufgrund gestiegener Kosten und zu geringer Auslastung wegen mangelnder Wirtschaftlichkeit zum 30. September einzustellen.

## Betreiber
Die Königslinie wurde zuerst von den jeweiligen Staatsbahnen Schwedens und Deutschlands bzw. der DDR betrieben. 1991 ging der Betrieb auf schwedischer Seite an die SweFerry AB über. Auf deutscher Seite wurde das Fährgeschäft der Deutschen Reichsbahn 1994 an die Deutsche Fährgesellschaft Ostsee (DFO) übertragen, die 1998 in der deutsch-dänischen Reederei Scandlines aufging.
Stena Line übernahm im Jahr 2000 die SweFerry und gründete für den gemeinsamen Fährverkehr mit Scandlines die schwedische Scandlines AB. Damit waren alle Schiffe unter dem einheitlichen Erscheinungsbild von Scandlines im Einsatz, obwohl sie zu unterschiedlichen Gesellschaften gehörten.
2012 verkaufte Scandlines ihren Anteil der Königslinie an die Stena Line, die damit zum alleinigen Betreiber der Königslinie wurde. Alle Schiffe trugen daraufhin bis zur Einstellung des Fährbetriebes im März 2020 den Anstrich von Stena Line.
Von FRS Baltic wurde von September 2020 bis Oktober 2022 eine Nachfolgelinie nach Ystad angeboten, mit Beginn des Sommerfahrplans im April 2023 kehrte FRS Baltic dann aber mit ihrem Fährbetrieb bis zum September 2024 auf die klassische Königslinie zurück.

## Fährschiffe

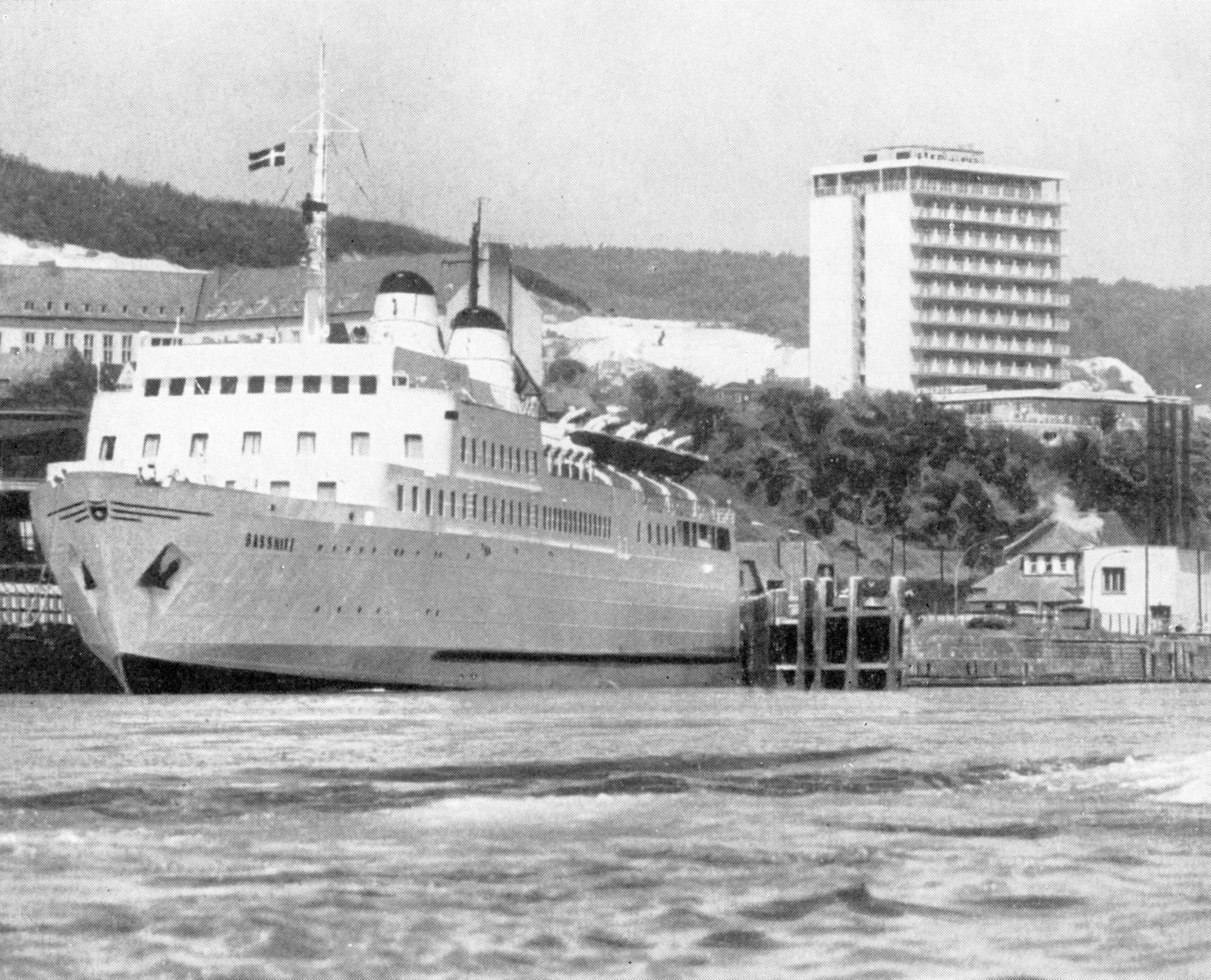
Fährschiff Sassnitz (1959)

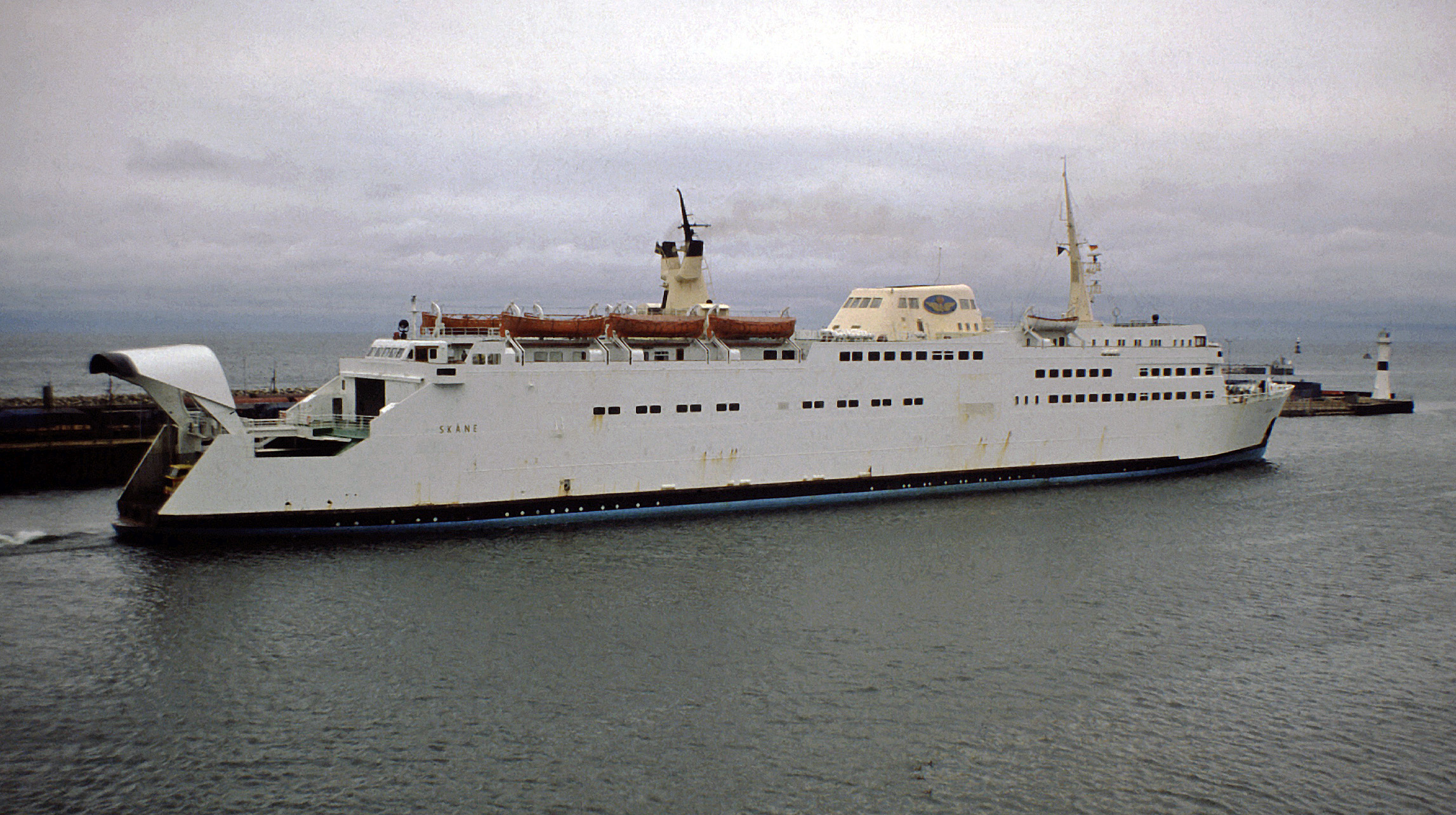
Fährschiff Skåne (1982)

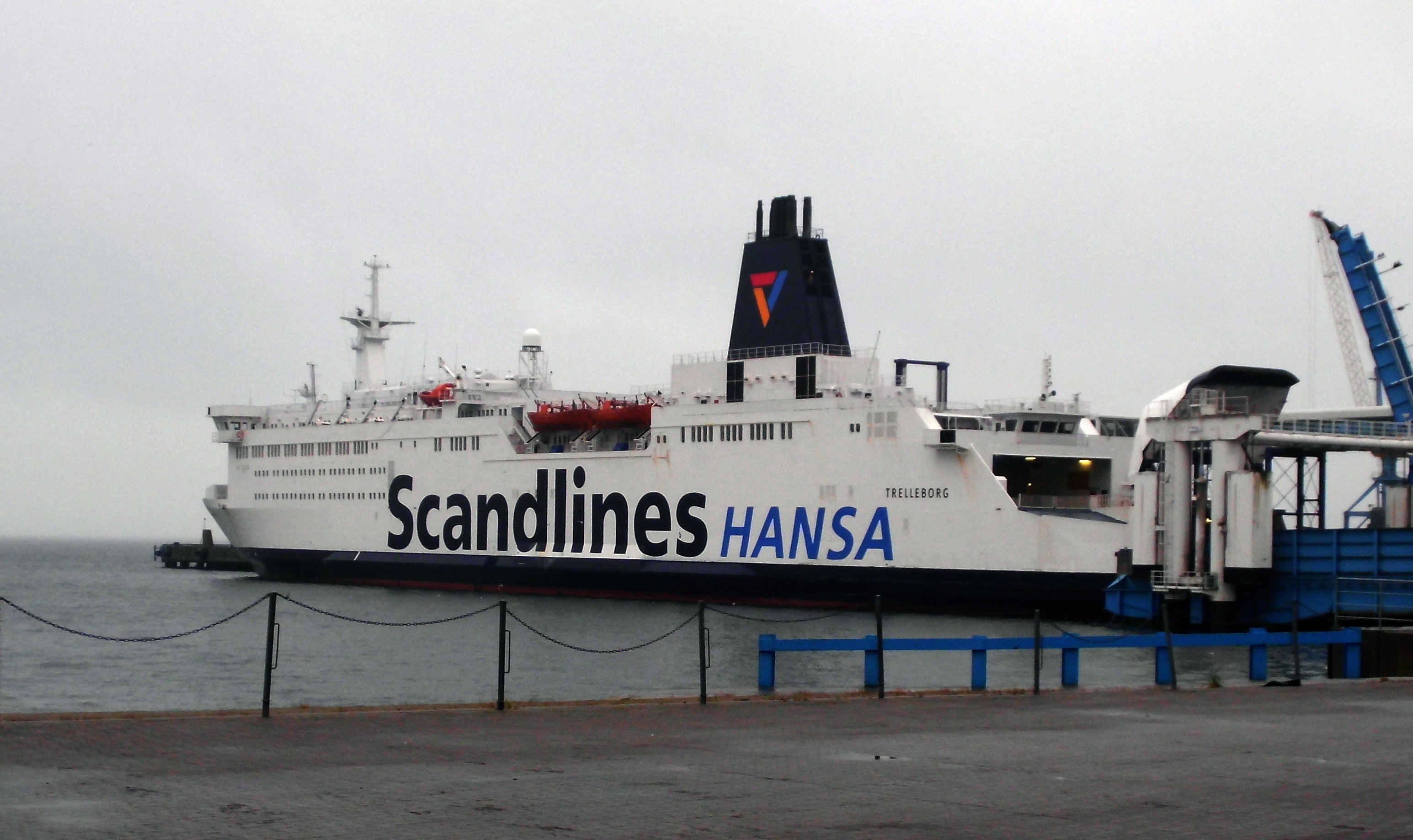
Fährschiff Trelleborg (2011)

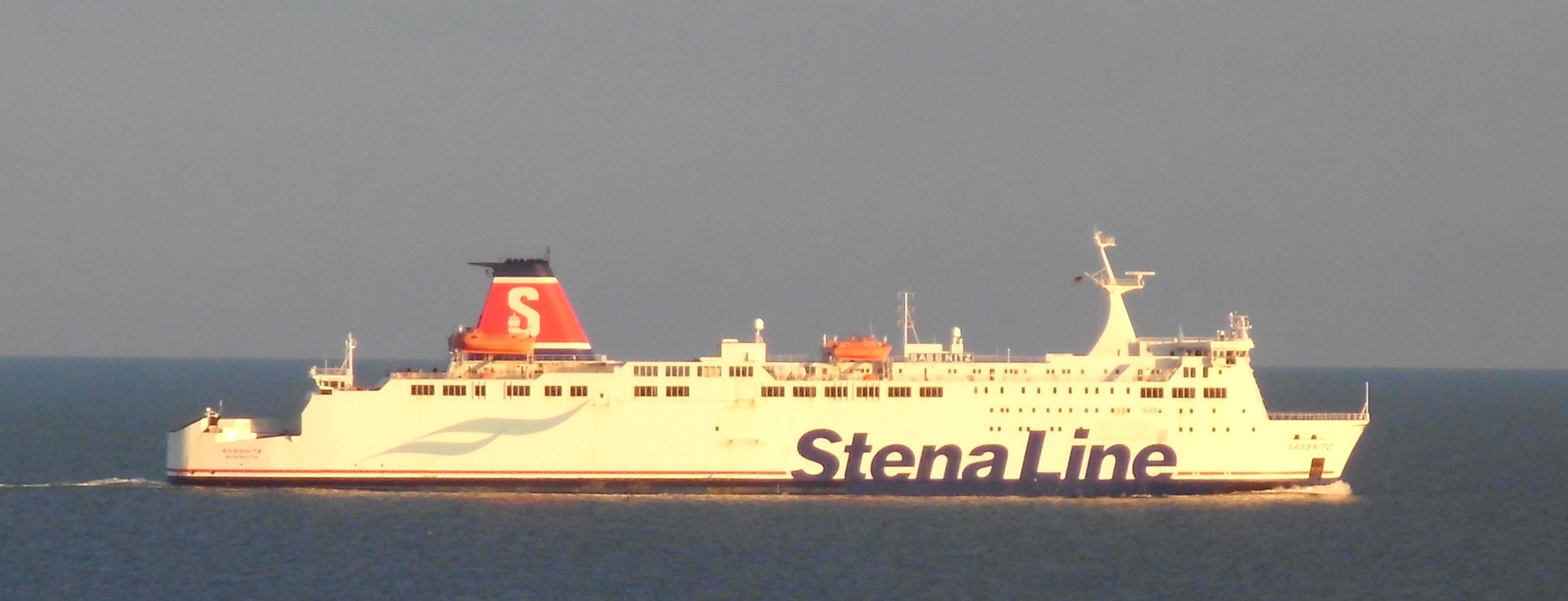
Fährschiff Sassnitz (2013)

Die Fährschiffe der Königslinie haben sich in den über 100 Jahren des Betriebes der Königslinie stark entwickelt. Die ersten fünf Fähren wurden von Dampfmaschinen angetrieben; erst nach dem Zweiten Weltkrieg kamen Dieselmotoren zum Einsatz. Die ersten vier Schiffe hatten zwei Gleise mit bis zu 165 m Gesamtlänge. Die Starke war das erste Schiff mit drei Gleisen (230 m), die Trelleborg (1958) hatte erstmals vier Gleise (403 m) und die 1973 gebaute Götaland war das erste Schiff mit fünf Gleisen und über 500 Metern Gleislänge. Für den Einsatz der viergleisigen Schiffe mussten die Fährbetten umgebaut werden, dabei wurden auch die Fährbrücken erneuert. Die ersten Fährschiffe hatten nur ein Deck für Eisenbahnfahrzeuge, das später auch für Straßenfahrzeuge genutzt wurde. Erst die Trelleborg erhielt 1958 ein eigenes Pkw-Deck. In den 1970er Jahren wurden zusätzlich Fähren eingesetzt, die vorrangig für den Güterverkehr konzipiert waren.
Folgende Fährschiffe wurden auf der Königslinie regelmäßig eingesetzt:
- Preußen (1909–1942)
- Deutschland (1909–1945)
- Drottning Victoria (1909–1958)
- Konung Gustav V (1909–1968)
- Starke (1931–1971)
- Trelleborg (1958–1967)
- Sassnitz (1959–1986)
- Warnemünde (1963–1973)
- Skåne (1967–1982)
- Drottningen (1968–1974)
- Stubbenkammer (1971–1977)
- Rügen (1972–2001)
- Götaland (1973–1994)
- Svealand (1973–1981)
- Rostock (1977–1994)
- Trelleborg (1982–2014)
- Sassnitz (1989–2020)
- Skane Jet (2023–2024)

## Sonderbriefmarken
Zum 125-jährigen Jubiläum Deutsche Eisenbahn wurde von der Deutschen Post (1960) eine Serie mit drei Werten 10, 20 und 25 Pf (MICHEL-Nr.: 804, 805 A+B u. 806) ausgegeben. Der Entwurf der Marke im Wert von 20 Pf, der den Neuen Bahnhof Sassnitz Hafen und das Fährschiff Sassnitz abbildet, stammt vom Grafiker Dietrich Dorfstecher aus Berlin. Die Auflage betrug 6 Millionen Stück.
Zum siebzigjährigen Jubiläum der Eisenbahnfährverbindung Saßnitz–Trelleborg wurde 1979 von der Deutschen Post ein Zusammendruck (MICHEL-Nr.: 2429 u. 2430) mit einem dazwischenliegenden Zierfeld ausgegeben. Der Entwurf, der die beiden Fährschiffe abbildet, stammt vom Grafiker Hilmar Zill aus Rostock. Die Auflage betrug je 3,5 Millionen Stück.
100 Jahre Sassnitz - Trelleborg

Link zum Bild

2009 gab die Deutsche Post AG anlässlich des seit 100 Jahren bestehenden Fährverkehrs mit dem Erstausgabetag 2. Juli 2009 eine Sonderbriefmarke heraus. Die Briefmarke im Wert von 145 Cent basiert auf dem Entwurf von Jochen Bertholdt aus Rostock und zeigt eine Ansicht der Sassnitzer Fähranlagen in den 1920er Jahren. Zwei Sonderstempel der Stempelstellen Berlin und Bonn waren für den Erstausgabetag vorgesehen. Die Auflage betrug 6 Millionen Stück.

## Nachfolger

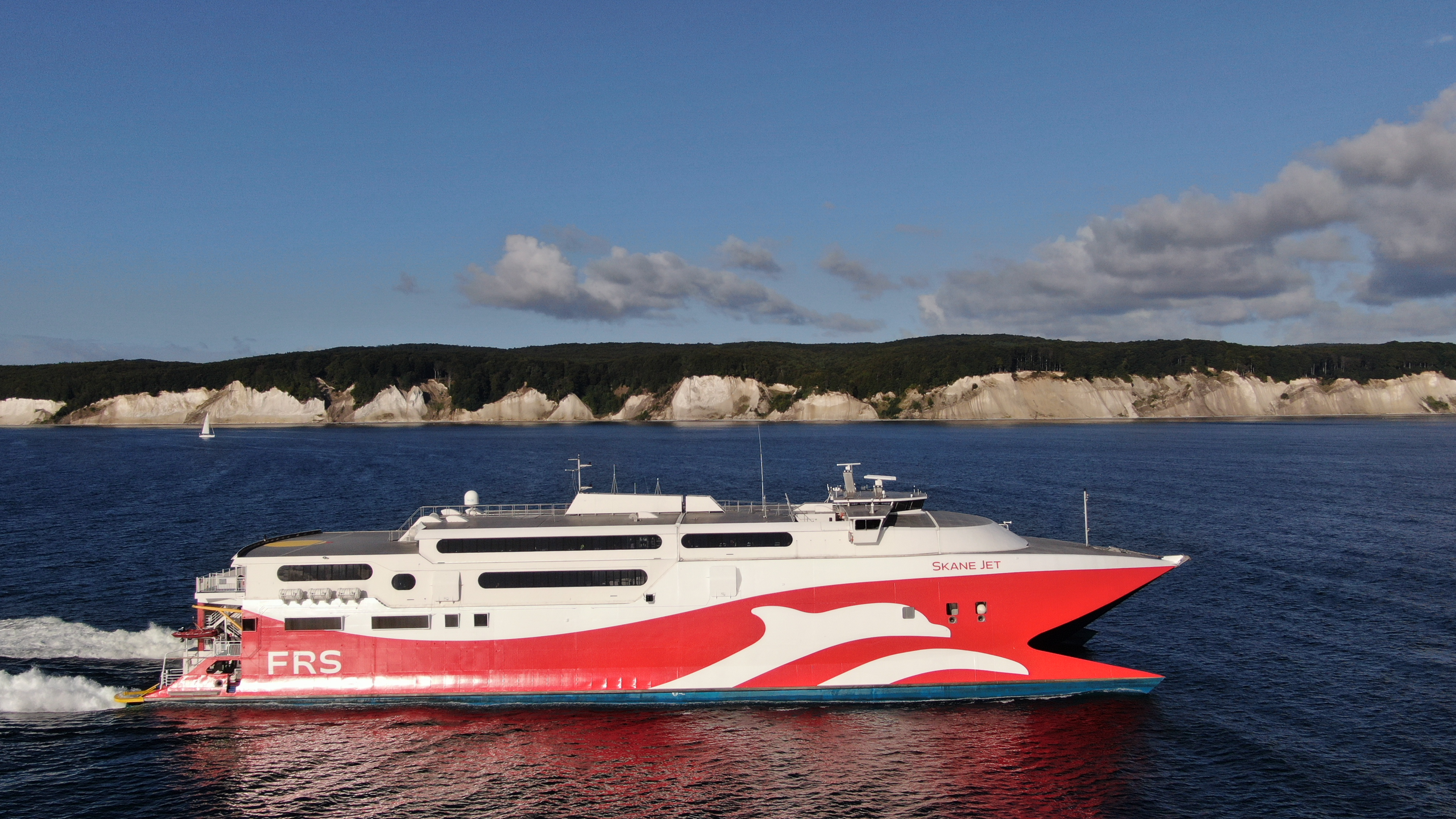
Schnellfähre Skane Jet (2023)

Ab dem 17. September 2020 bot die Förde Reederei Seetouristik unter dem Namen FRS Baltic eine neue Fährverbindung nach Schweden an. Diese führte in den ersten Jahren jedoch nicht auf der klassischen Route der Königslinie von Sassnitz nach Trelleborg, sondern ins schwedische Ystad. Hierfür übernahm die FRS den 26 Meter breiten Katamaran Fjord Cat der norwegischen Reederei Fjord Line und nannte diesen in Skåne Jet um. Die Fahrzeit auf der Strecke wurde dadurch auf zweieinhalb Stunden verkürzt. Dadurch können täglich bis zu zwei Abfahrten je Hafen angeboten werden, sodass auch Tagesausflüge möglich werden.
Mit der Saison 2023 ging es wieder direkt nach Trelleborg. Für die FRS Baltic gab es neue Möglichkeiten, auf kürzerem Weg unter anderem in die größeren Städte Malmö und Lund sowie in Dänemarks Hauptstadt Kopenhagen zu gelangen. Die Überfahrt in nur 2,5 Stunden war vor allem für Kunden von Interesse, die zeitsensible Fracht möglichst schnell über die Ostsee transportieren wollten. Zum 30. September 2024 wurden alle Überfahrten eingestellt.

## Andere Fährverbindungen

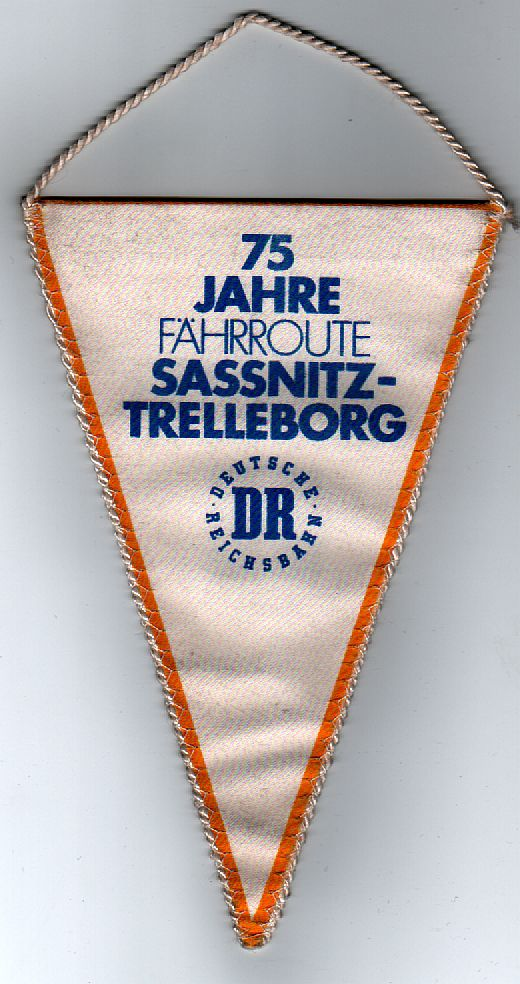
Jubiläumswimpel der Königslinie 1984, Rückseite mit SJ-Logo

- Fährverbindung Rostock–Trelleborg (Deutschland – Schweden)[22]
- Vogelfluglinie (Deutschland – Dänemark)
- Trajekt Warnemünde–Gedser (Deutschland – Dänemark)
- Fährverbindung Mukran–Klaipėda (Deutschland – Litauen)